# Partie orbitale de l'os frontal
La partie orbitale de l'os frontal (ou partie orbitaire de l'os frontal) est la contribution de l'os frontal à la structure de l'orbite.

## Description
La partie orbitale de l'os frontal est composée de deux fines plaques triangulaires : les lames orbitaires de l'os frontal qui forment la paroi supérieure des orbites. Elles sont séparées par un espace médian : l'incisure ethmoïdale de l'os frontal.

### Surface inférieure des lames orbitaires
La surface inférieure est lisse et concave et forme la face orbitaire de la partie orbitaire de l'os frontal.
Au niveau de la base de l'apophyse zygomatique se trouve une dépression peu profonde : la fosse lacrymale qui loge la glande lacrymale.
Près de la partie nasale se trouve une dépression, la fosse trochléaire, ou parfois une saillie formant une épine trochléaire. Ce point permet la fixation de la trochlée du muscle oblique supérieur qui est une poulie de réflexion du muscle oblique supérieur de l'œil.

### Surface supérieure des lames orbitaires
La surface supérieure est convexe et marquée par des dépressions correspondant aux circonvolutions des lobes frontaux du cerveau et par de faibles rainures marquées par les artères ethmoïdales.
Le bord interne correspond à l'incisure ethmoïdale dans laquelle se loge la lame criblée de l'ethmoïde. Le bord de l'incisure présente plusieurs demi-cellules, qui lorsqu'elles sont unies aux demi-cellules correspondantes de la face supérieure de l'ethmoïde, complètent les alvéoles ethmoïdales.
Ce bord présente deux rainures qui sont converties en canaux par l'articulation avec l'os ethmoïde.
La rainure antérieure forme le canal ethmoïdo-frontal antérieur qui s'ouvre en haut sur le foramen ethmoïdal antérieur. Il permet le passage du nerf naso-ciliaire et des vaisseaux ethmoïdaux antérieurs.
La rainure postérieure forme le canal ethmoïdo-frontal postérieur qui s'ouvre en haut sur le foramen ethmoïdal postérieur. Il permet le passage du nerf ethmoïdal postérieur et des vaisseaux ethmoïdaux postérieurs.
Devant l'incisure ethmoïdale, de part et d'autre de la crête frontale, se trouvent les ouvertures des sinus frontaux. Ce sont deux cavités irrégulières, qui s'étendent en arrière, en haut et latéralement sur une distance variable. Elles sont séparées par un mince septum osseux, souvent dévié d'un côté ou de l'autre, de sorte que les sinus sont rarement symétriques. Ils sont absents à la naissance et apparaissent entre sept et huit ans pour atteindre leur taille définitive à la puberté. Leur taille varie selon les individus, et ils sont en général plus grands chez les hommes. Elles sont tapissées d'une muqueuse et communiquent avec la cavité nasale correspondante par le conduit frontonasal.
Le bord postérieur ou bord sphénoïdal de l'os frontal s'articule avec le bord antérieur de la petite aile de l'os sphénoïde par la suture sphéno-frontale.

## Galerie

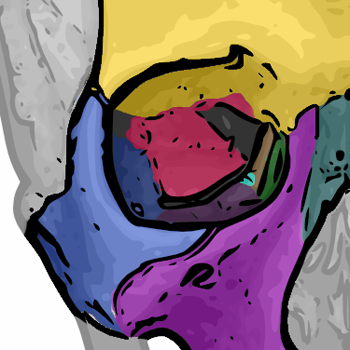
Les sept os constitutifs de l'orbite.
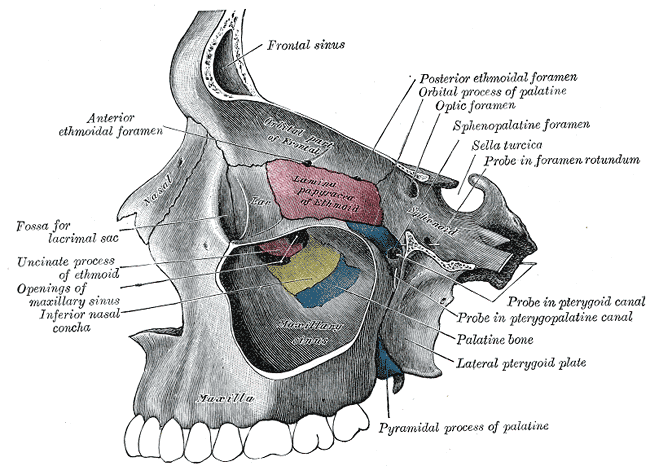
La paroi médiale de l'orbite gauche.
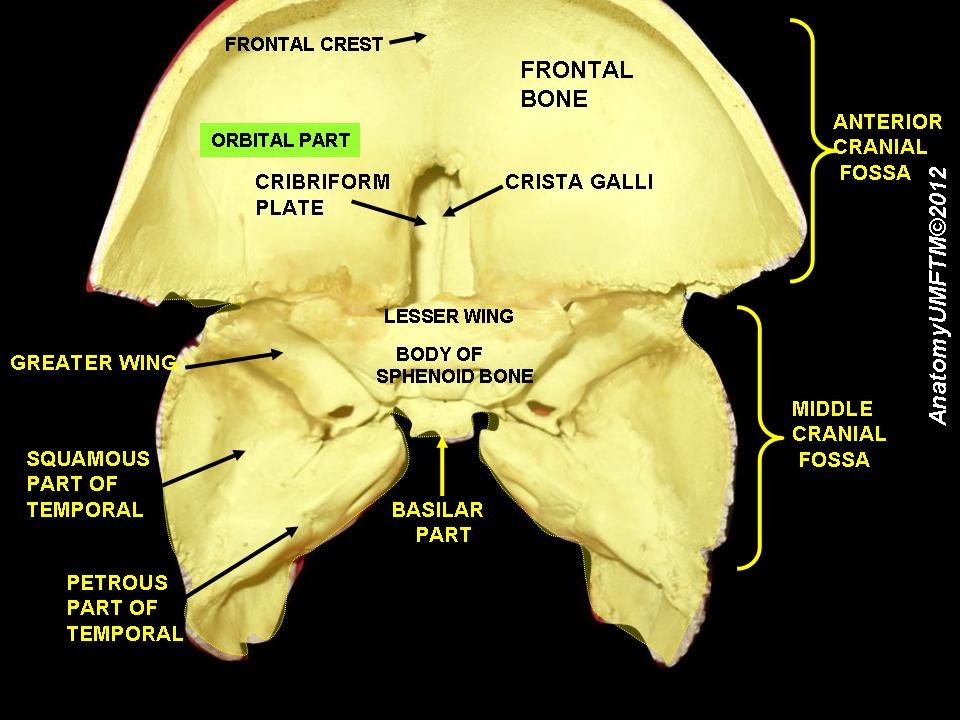
La partie orbitale de l'os frontal.